# Scapsipedus limbatus
Scapsipedus limbatus är en insektsart som beskrevs av Henri Saussure 1877. Scapsipedus limbatus ingår i släktet Scapsipedus och familjen syrsor. Inga underarter finns listade i Catalogue of Life.